# 에보르스크밭쥐
에보르스크밭쥐(Microtus evoronensis)는 밭쥐속에 속하는 설치류의 일종이다. 러시아에서만 발견된다. 뭉툭한 체형의 설치류로 짧은 귀와 다리, 꼬리를 갖고 있다. 풀밭 지역에서 서식하며, 여름에 풀과 사초속 식물과 같은 녹색 식물을 먹고 곡물이나 씨앗, 뿌리, 나무껍질 등을 먹기도 한다.